# Віндзор (Південна Кароліна)
Віндзор (англ. Windsor) — місто (англ. town) в США, в окрузі Ейкен штату Південна Кароліна. Населення — 115 осіб (2020).

## Географія
Віндзор розташований за координатами 33°28′52″ пн. ш. 81°30′47″ зх. д. / 33.48111° пн. ш. 81.51306° зх. д. (33.481180, -81.512930).  За даними Бюро перепису населення США в 2010 році місто мало площу 1,70 км², уся площа — суходіл.

## Демографія
Згідно з переписом 2010 року, у місті мешкала 121 особа в 42 домогосподарствах у складі 29 родин. Густота населення становила 71 особа/км².  Було 47 помешкань (28/км²).
Расовий склад населення:
| - 82,6 % — білих - 8,3 % — чорних або афроамериканців - 0,8 % — азіатів - 4,1 % — осіб інших рас |

До двох чи більше рас належало 4,1 %. Частка іспаномовних становила 14,0 % від усіх жителів.
За віковим діапазоном населення розподілялося таким чином: 32,2 % — особи молодші 18 років, 52,1 % — особи у віці 18—64 років, 15,7 % — особи у віці 65 років та старші. Медіана віку мешканця становила 30,5 року. На 100 осіб жіночої статі у місті припадало 89,1 чоловіків;  на 100 жінок у віці від 18 років та старших — 95,2 чоловіків також старших 18 років.
Середній дохід на одне домашнє господарство  становив 53 341 долар США (медіана — 50 250), а середній дохід на одну сім'ю — 58 845 доларів (медіана — 50 500). За межею бідності перебувало 4,2 % осіб, у тому числі 0,0 % дітей у віці до 18 років та 7,1 % осіб у віці 65 років та старших.
Цивільне працевлаштоване населення становило 23 особи. Основні галузі зайнятості: виробництво — 34,8 %, освіта, охорона здоров'я та соціальна допомога — 21,7 %, науковці, спеціалісти, менеджери — 13,0 %, інформація — 8,7 %.